# Калумбуру
Калумбуру (англ. Kalumburu) — містечко в Австралії. Підпорядковується регіону Кімберлі у складі штату Західна Австралія. Військове містечко та авіабаза.

## Географія
Калумбуру розташований на північний захід від Кунунурри на річці Кінг-Едвард неподалік від її гирла.

### Клімат
Містечко знаходиться у зоні, котра характеризується кліматом тропічних саван. Найтепліший місяць — листопад із середньою температурою 28.9 °C (84 °F). Найхолодніший місяць — червень, із середньою температурою 20 °С (68 °F).
| Клімат Калумбуру        | Клімат Калумбуру | Клімат Калумбуру | Клімат Калумбуру | Клімат Калумбуру | Клімат Калумбуру | Клімат Калумбуру | Клімат Калумбуру | Клімат Калумбуру | Клімат Калумбуру | Клімат Калумбуру | Клімат Калумбуру | Клімат Калумбуру | Клімат Калумбуру |
| Показник                | Січ.             | Лют.             | Бер.             | Квіт.            | Трав.            | Черв.            | Лип.             | Серп.            | Вер.             | Жовт.            | Лист.            | Груд.            | Рік              |
| Абсолютний максимум, °C | 40,9             | 38,1             | 37,3             | 40               | 37,3             | 33,5             | 34,7             | 37,3             | 39,4             | 40,5             | 42,3             | 39,7             | 42,3             |
| Середній максимум, °C   | 32,5             | 32,1             | 32,7             | 33,2             | 31,8             | 29,8             | 30,1             | 32,5             | 34,5             | 36               | 36,3             | 34,5             | 33               |
| Середня температура, °C | 27               | 27               | 27               | 25               | 23               | 20               | 20               | 22               | 25               | 28               | 29               | 28               | 25               |
| Середній мінімум, °C    | 22,8             | 22,6             | 21,9             | 18,7             | 14,4             | 11,6             | 10,1             | 12,7             | 16,6             | 20,1             | 22,3             | 23               | 18,3             |
| Абсолютний мінімум, °C  | 17,9             | 18,4             | 16,5             | 9,4              | 5,2              | 1,5              | 1,7              | 4,2              | 7,5              | 9                | 13               | 18,2             | 1,5              |
| Норма опадів, мм        | 370              | 360              | 320              | 40               | 30               | 0                | 10               | 0                | 10               | 50               | 120              | 180              | 1530             |
| Днів з дощем            | 19,5             | 19,5             | 17,8             | 5,4              | 2,2              | 0,7              | 0,6              | 0,3              | 1,7              | 4,9              | 10,3             | 13,9             | 96,7             |
| ----------------------- | ---------------- | ---------------- | ---------------- | ---------------- | ---------------- | ---------------- | ---------------- | ---------------- | ---------------- | ---------------- | ---------------- | ---------------- | ---------------- |
| Джерело: Weatherbase    |                  |                  |                  |                  |                  |                  |                  |                  |                  |                  |                  |                  |                  |